# 슈바츠
슈바츠(독일어: Schwaz)는 오스트리아 티롤주의 도시이다. 인강의 하류에 위치하며 인구는 약 13,000명이다. 중세시대 은광산의 중요지였으며 오스트리아 제국에 광물자원을 제공하는 요충지였다. 풍부한 자원으로 당시 오스트리아 제국에서 빈 다음의 가장 큰 도시였다. 슈바츠는 1898년 황제 프란츠 요제프 1세로부터 도시법을 부여받았다. 슈바츠는 16세기 연설가 게오르크 셰러와 20세기 철학자 한스 쾨힐러의 출생지이다.

## 인구
| 연도 | 인구   | ±%     |
| ---- | ------ | ------ |
| 1869 | 4,813  | —      |
| 1880 | 5,124  | +6.5%  |
| 1890 | 5,888  | +14.9% |
| 1900 | 6,545  | +11.2% |
| 1910 | 7,385  | +12.8% |
| 1923 | 7,033  | −4.8%  |
| 1934 | 7,738  | +10.0% |
| 1939 | 7,523  | −2.8%  |
| 1951 | 8,898  | +18.3% |
| 1961 | 9,455  | +6.3%  |
| 1971 | 10,298 | +8.9%  |
| 1981 | 10,929 | +6.1%  |
| 1991 | 11,839 | +8.3%  |
| 2001 | 12,212 | +3.2%  |
| 2011 | 11,994 | −1.8%  |

## 지리
슈바츠는 인강의 하류지역 중간에 위치하며 인스브루크로부터 동쪽으로 30km 떨어져 있다.
주변 지역: 옌바흐, 퓨겐베르크, 슈탄스, 봄프.

## 자매 도시
- Bourg-de-Péage
- 민델하임
- Tramin
- Trento
- 베르바니아
- 사투마레
- Sant Feliu de Guíxols
- East Grinstead

## 갤러리

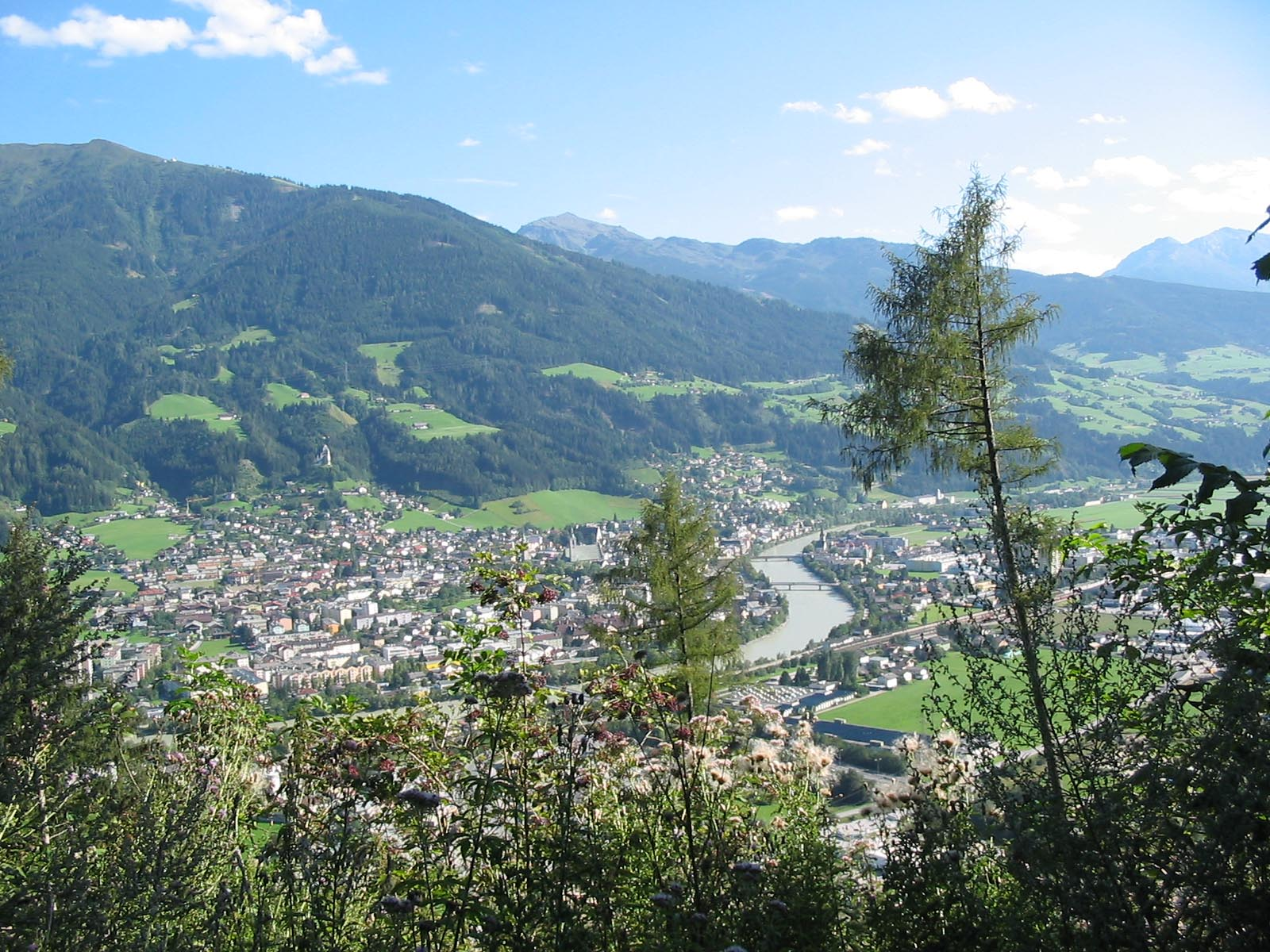
북동쪽에서 본 슈바츠
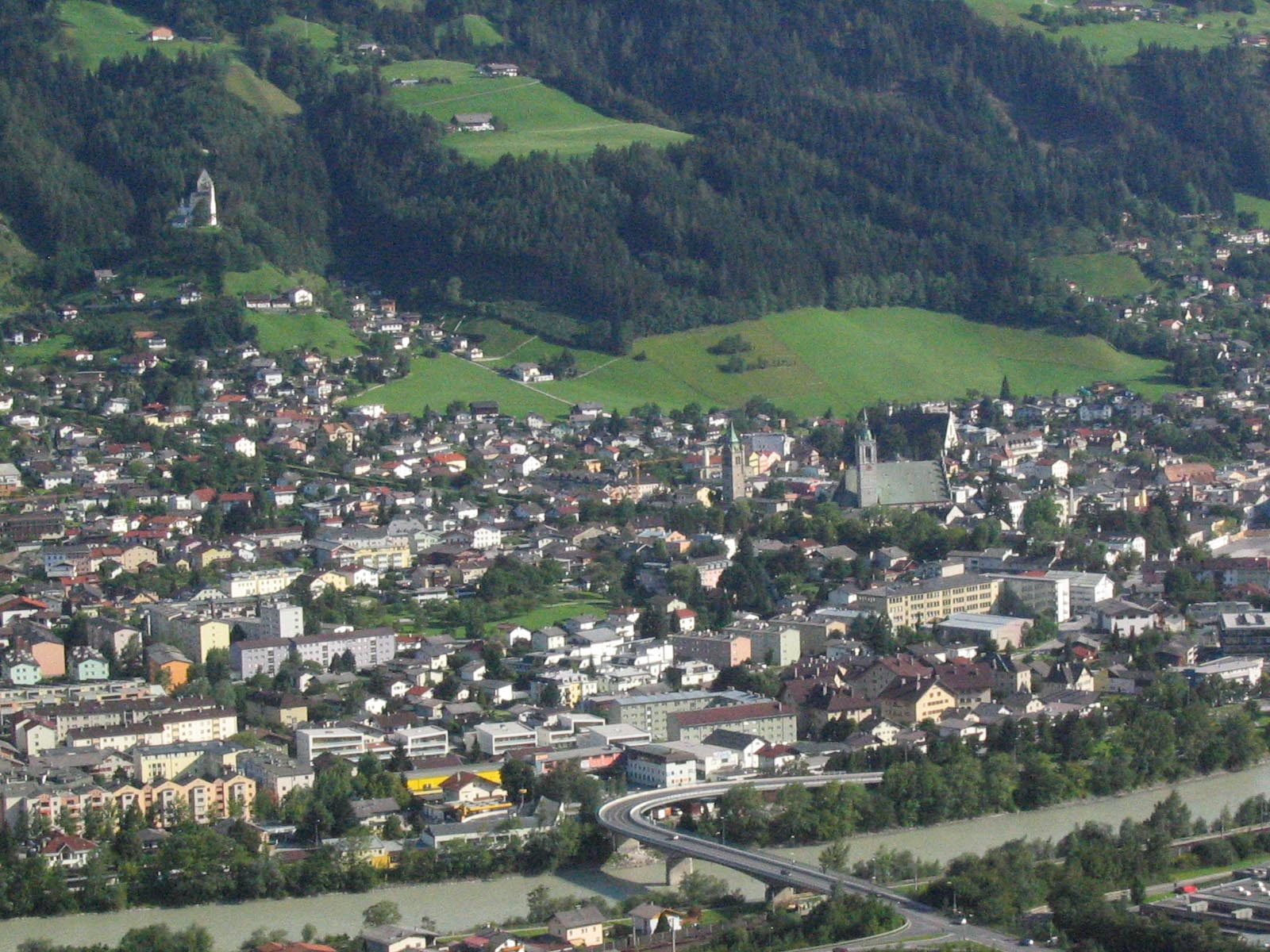
북동쪽에서 본 슈바츠. 근접 촬영
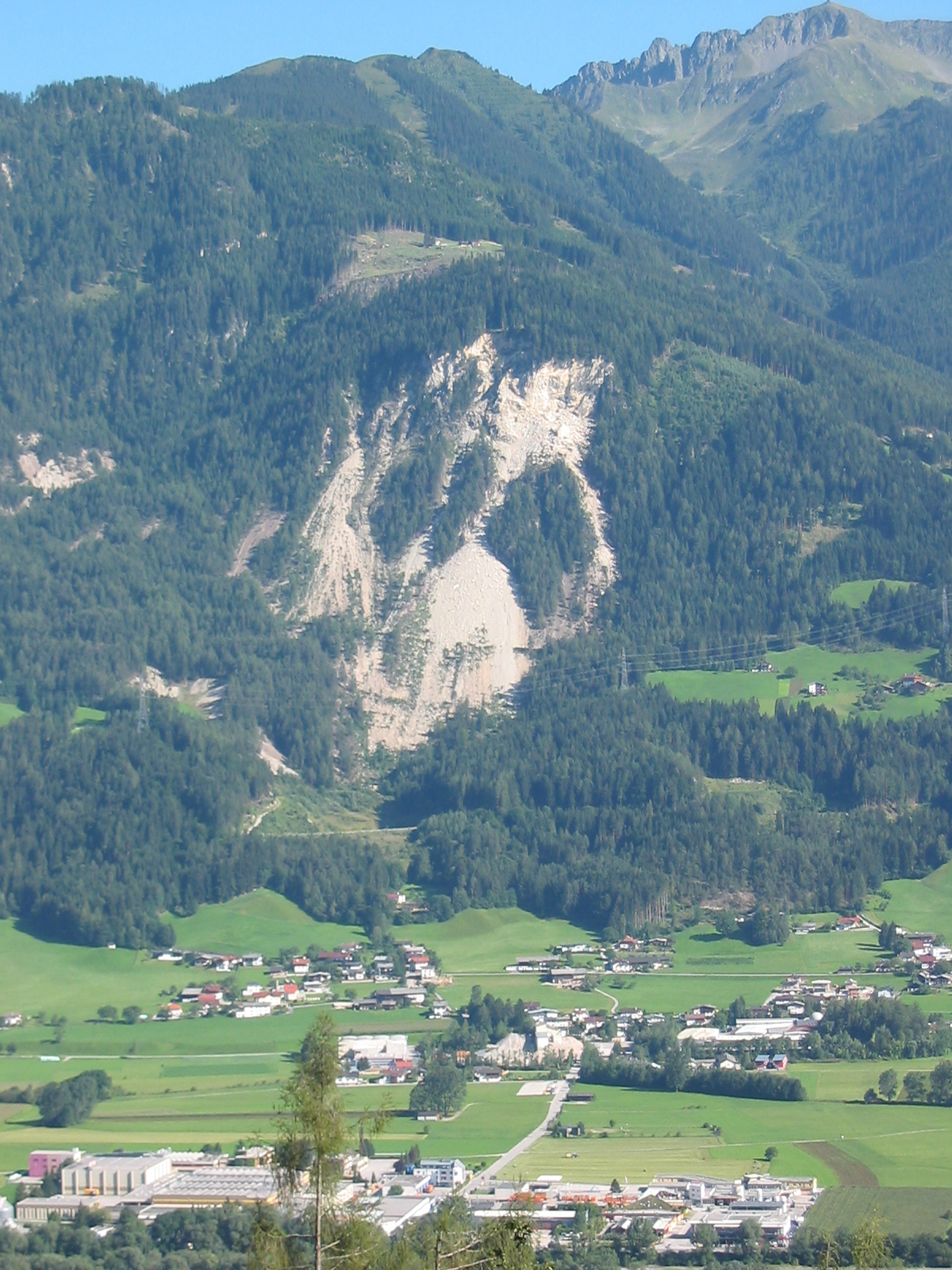
북쪽에서 본, 슈바츠 인근의 아이블슈로펜
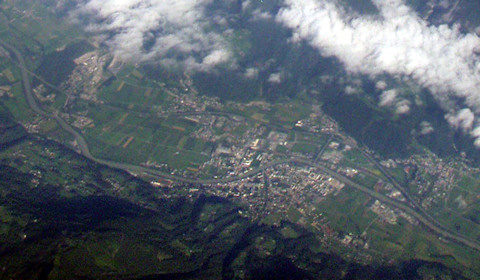
항공사진